# Didier Reynders
Didier Reynders (født 6. august 1958 i Liège) er en belgisk politiker og medlem af partiet Mouvement Réformateur (MR), der har været Europa-Kommissær for retlige anliggender siden 2019. Han var minister uden afbrydelse fra 1999 til 2019, indtil han trak sig for at blive belgisk Europa-Kommissær.

## Politisk karriere i Belgien
Han var finansminister fra 1999 indtil december 2011, og derefter udenrigsminister og europaminister til 2019. Fra december 2018 var han tillige forsvarsminister.
Reynders var også vicepremierminister fra 2004 til 2019 og medlem af Belgiens parlament fra 1992 til 2019. Han var medlem af byrådet i Liège fra 1988 til 2012 og medlem af byrådet i Uccle fra 2012 til 2018.
Han var formand for Mouvement Réformateur fra 2004 til 2011.

## Uddannelse
Reynders er uddannet jurist på Liège Universitet fra 1981.

## Erhvervskarriere
Reynders arbejdede som advokat fra 1981 til 1985. Han var generaldirektør for afdelingen for lokale myndigheder i ministeriet for Vallonien 1985-1988. I 1987-1988 var han desuden stabschef for vicepremierministeren, justitsministeren og ministeren for institutionelle reformer.
Han var formand for Belgiens nationale jernbaneselskab 1986-1991.